# 皮季姆湖
61°03′03″N 34°31′17″E / 61.050970°N 34.521478°E

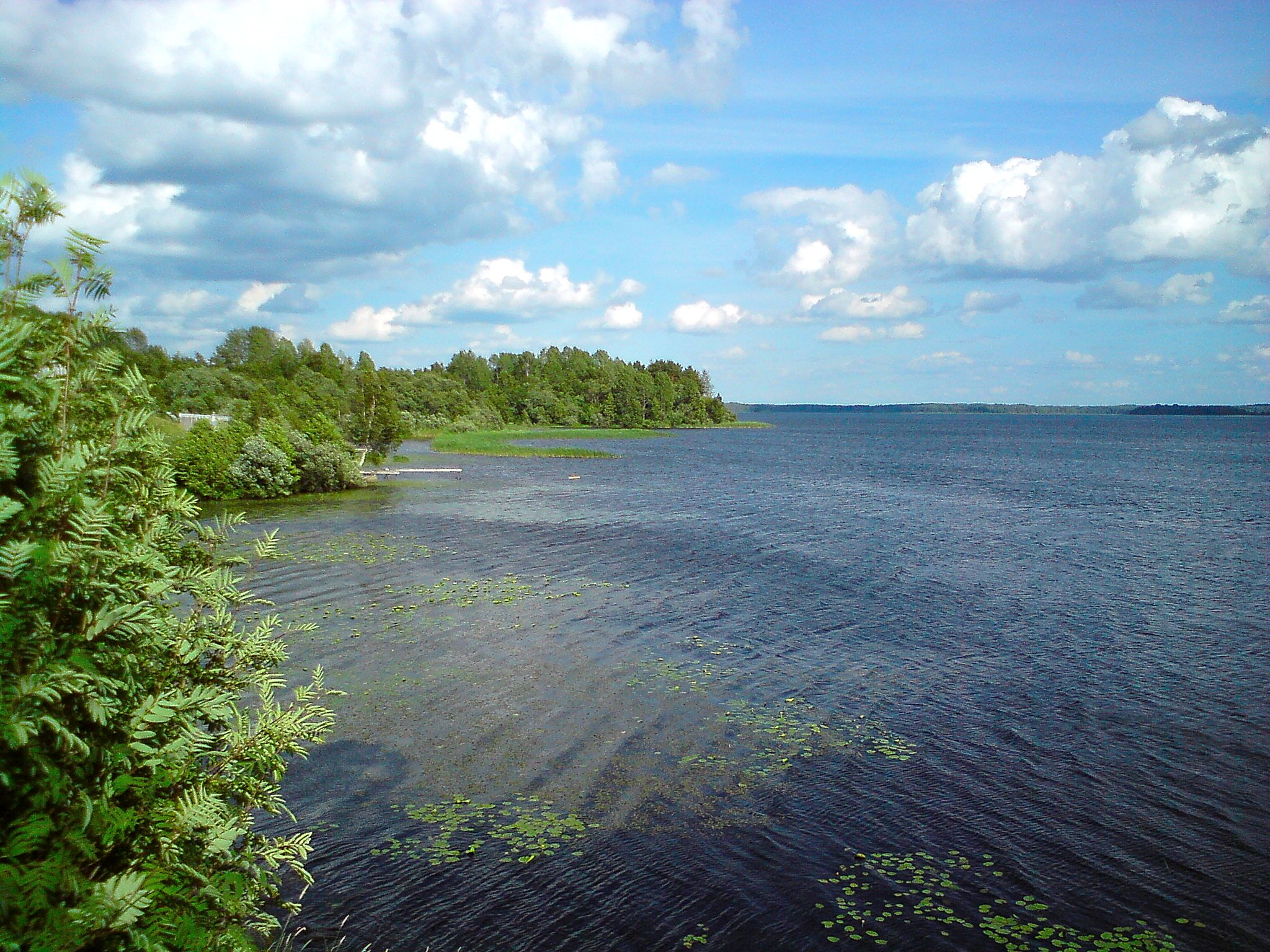

皮季姆湖（俄语：Пидьмозеро），是俄羅斯的湖泊，位於該國西北部，由列寧格勒州負責管轄，處於波德波羅日耶區，面積15.7平方公里，海拔高度90米，集水區面積69.6平方公里。